# Зимівник (селище)
Зимівник (до 2016 р. — Куйбишеве) — селище в Україні, у Херсонській міській громаді Херсонського району Херсонської області. Населення становить 1163 осіб.

## Населення

### Мова
Розподіл населення за рідною мовою за даними перепису 2001 року:
| Мова            | Кількість | Відсоток |
| --------------- | --------- | -------- |
| українська      | 1007      | 86.59%   |
| російська       | 142       | 12.21%   |
| білоруська      | 5         | 0.43%    |
| румунська       | 3         | 0.25%    |
| інші/не вказали | 6         | 0.52%    |
| Усього          | 1163      | 100%     |

## Історія
12 червня 2020 року, відповідно до Розпорядження Кабінету Міністрів України № 726-р «Про визначення адміністративних центрів та затвердження територій територіальних громад Херсонської області», увійшло до складу Херсонської міської громади.
19 липня 2020 року, в результаті адміністративно-територіальної реформи увійшло до складу новоутвореного Херсонського району.
У березні 2022 року селище тимчасово окуповане російськими військами під час російсько-української війни.
10 листопада 2022 року звільнене в результаті контрнаступу ЗСУ в Херсонській області.